# Hârșova
Hârșova – miasto w Rumunii, w okręgu Konstanca. Liczy 11 tys. mieszkańców (2006).